# Johan Andreas Altmann
Pour les articles homonymes, voir Altmann.
Johan Andreas Altmann, né le 2 janvier 1834 à Fosnes et mort le 10 juin 1912 à Hammerfest, est un navigateur norvégien. 

## Biographie
Capitaine du Elvine Dorothea d'Hammerfest, il explore en 1872 Kong Karls Land et, trouvant sur la côte est du Spitzberg une mer libre de glace, le 30 juillet atteint l'île Wyche qu'il pense être la terre de Gillis puis le cap de Kongsøya qui porte de nos jours son nom,.